# HD 205349
HD 205349，又名BD+45 3584，SAO 51027、HR 8248，是一颗恒星，视星等为6.25，位于銀經90.83，銀緯-4.31，其B1900.0坐标为赤經21h 29m 33s，赤緯+45° -4.31′ 37″。